# 3G-Regel
Die 3G-Regel (geimpft oder genesen oder getestet) war eine Regelung in deutschsprachigen Ländern während der Covid-19-Pandemie zum präventiven Infektionsschutz. Es handelte sich um Zugangsbeschränkungen zu verschiedenen Einrichtungen (Einzelhandel, Kultureinrichtungen, Verkehrsmittel etc.), von denen Personen mit Impfausweis oder Genesenennachweis oder negativem Testnachweis ausgenommen waren.
Sie gehörte in Deutschland seit dem 15. September 2021 zum Katalog der besonderen Schutzmaßnahmen gegen die Verbreitung des Coronavirus SARS-CoV-2 und ist mittlerweile im Infektionsschutzgesetz (IfSG) gesetzlich geregelt.
Zuvor war auf einer Bund-Länder-Konferenz am 10. August 2021 beschlossen worden, dass die Länder für alle Personen, die weder vollständig Geimpfte noch Genesene sind, negative Antigen-Schnelltests nicht älter ist als 24 Stunden, oder negative PCR-Tests nicht älter als 48 Stunden vorschreiben für:
1. Zugang als Besucher zu Krankenhäusern, Alten- und Pflegeheimen sowie Einrichtungen der Behindertenhilfe
2. Zugang zur Innengastronomie
3. Teilnahme an Veranstaltungen und Festen (z. B. Informations-, Kultur- oder Sportveranstaltungen) in Innenräumen
4. Inanspruchnahme körpernaher Dienstleistungen (z. B. Friseur, Kosmetik, Körperpflege)
5. Sport im Innenbereich (z. B. in Fitness-Studios, Schwimmbädern oder Sporthallen)
6. Beherbergung: Test bei Anreise und zwei Mal pro Woche während des Aufenthalts.

Darüber hinaus gab es weitergehende Regeln, die etwa nur geimpften und genesenen Personen Zutritt einräumten. Dazu gehörte die 2G-Regel (2G). Gegebenenfalls wurden zusätzlich besondere Testnachweise gefordert, beispielsweise bei der 2G-plus-Regel.

## Rechtsgrundlagen

### Unmittelbar geltendes Bundesrecht
Seit einer Änderung des § 28b IfSG zum 24. November 2021 galt bundesweit einheitlich bis zum 19. März 2022 die 3G-Regel am Arbeitsplatz und in Verkehrsmitteln des Luftverkehrs, des öffentlichen Personennah- und -fernverkehrs, im Fall von Büroarbeit oder vergleichbaren Tätigkeiten außerdem die Pflicht zum Angebot von Homeoffice. Außerdem mussten Personen, die das sechste Lebensjahr vollendet haben, bei der Einreise in die Bundesrepublik Deutschland nach § 5 Abs. 1 der Coronavirus-Einreiseverordnung über einen Test-, Genesenen- oder Impfnachweis verfügen. Diese Regelung endete am 8. Juni 2022.

### Ermächtigung der Bundesländer
Die Verpflichtung zur Vorlage eines Impf-, Genesenen- oder Testnachweises konnte außerdem während einer epidemischen Lage von nationaler Tragweite durch Landesbehörden in Form einer Allgemeinverfügung oder durch Landesregierungen in Form einer Rechtsverordnung angeordnet werden. Rechtsgrundlage dafür war mit Wirkung zum 15. September 2021 der § 28a Abs. 1 Nr. 2a, Abs. 3 Satz 1, § 28 IfSG, für entsprechende Verordnungen der Landesregierungen § 28a Abs. 1 Nr. 2a, Abs. 5, § 32 IfSG.
Ab 24. November 2021 waren entsprechende Landesverordnungen auch unabhängig von einer (nur durch den Bundestag festzustellenden) epidemischen Lage von nationaler Tragweite möglich. Diese Regelung war bis zum 19. März 2022 befristet (§ 28aAbs. 7 Satz 1 Nr. 4, Abs. 10 IfSG).
Ebenfalls seit dem 24. November 2021 erlaubte § 28c Satz 2 IfSG den Landesrechtsverordnungen Erleichterungen für Personen mit Immunisierung und zusätzlich negativem Test (§ 3 Abs. 2 Satz 2, § 7 SchAusnahmV, 2G-Plus-Regel).
In einer Videoschaltkonferenz der Bundeskanzlerin mit den Ministerpräsidenten der Länder am 2. Dezember 2021 wurde beschlossen, dass die Länder den Zugang zu Einrichtungen und Veranstaltungen der Kultur- und Freizeitgestaltung (Kinos, Theater, Gaststätten etc.) sowie zu bestimmten Einzelhandelsgeschäften bundesweit und inzidenzunabhängig nur noch Geimpften und Genesenen ermöglichen (2G). Ausgenommen waren Geschäfte des täglichen Bedarfs. Hinsichtlich der Ausnahmen orientierten sich die Länder am entsprechenden Katalog in der sog. Bundesnotbremse.

## Varianten

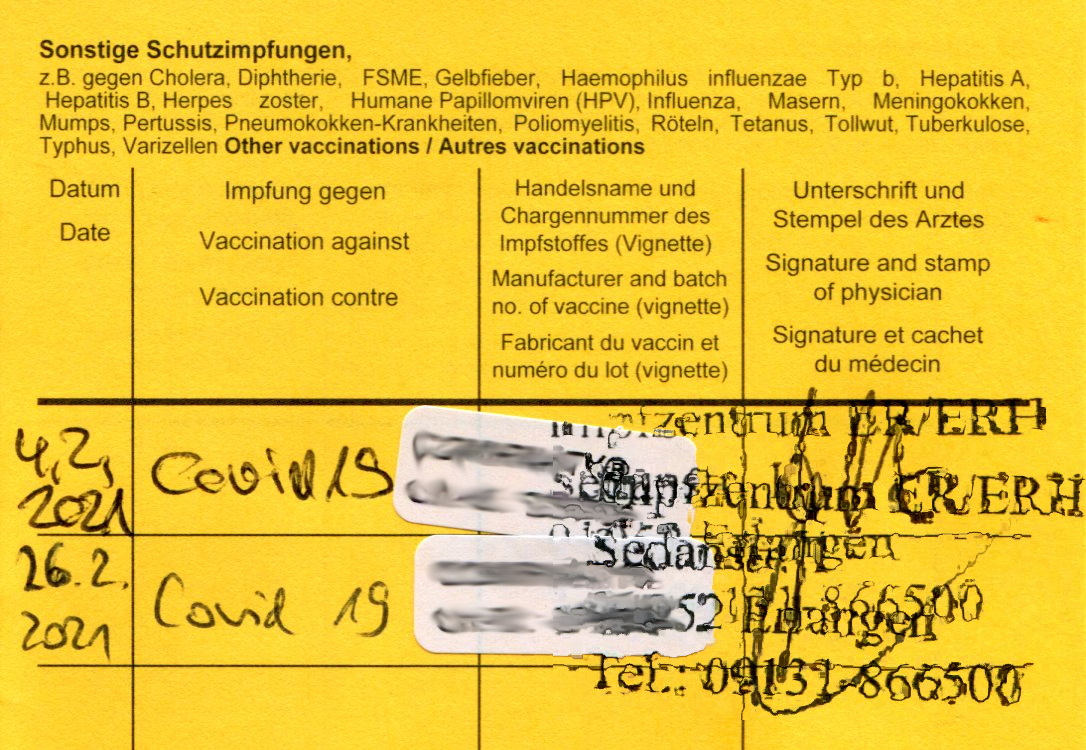
Analoger Nachweis über eine Schutzimpfung gegen das Coronavirus SARS-CoV-2

### 3G-plus-Regel
3G-plus war eine verschärfte Variante der 3G-Regelung: Sie besagte, dass ausschließlich Geimpfte, Genesene und PCR-Getestete Zutritt zu einem bestimmten Ort erhielten. Ein vergleichsweise unzuverlässiger Antigen-Schnelltest für Ungeimpfte reichte nicht aus.

### 2G-Regel
Bei der 2G-Regel war der Zutritt zu bestimmten Einrichtungen und die Inanspruchnahme bestimmter Dienstleistungen auf Personen beschränkt, die entweder vollständig geimpft oder von COVID-19 genesen waren. Allen ungeimpften Personen wurde der Zutritt verwehrt, unabhängig davon, ob sie ein negatives Ergebnis eines Tests auf eine Infektion mit dem Coronavirus SARS-CoV-2 vorlegen könnten (indirekte Impfpflicht). Zusätzlich konnten Auflagen entfallen, etwa die Belegungsgrenze, Abstandsregeln, zum Teil auch die Maskenpflicht.

#### 2G-plus-Regel
Wie bei der 2G-Regel, zusätzlich mussten Geimpfte und Genesene einen aktuellen negativen Test nachweisen. Die 2G-plus-Regel hatte zum Ziel, Infektionen auch bei Geimpften und Genesenen aufzuspüren. Seit dem 24. November 2021 ermöglichte § 3 Abs. 2 Satz 2 SchAusnahmV eine 2G-plus-Regel im Inland. Außerdem galt sie gem. § 5 Abs. 2 der Coronavirus-Einreiseverordnung für Personen, die aus einem Virusvariantengebiet in die Bundesrepublik Deutschland einreisten.

#### 2G-plus-plus-Regel
Zusätzlich zur Einhaltung der 2G-plus-Regel musste eine FFP2-Maske getragen werden.

### 1G-Regel
Die 1G-Regel gewährte Zutritt nur für getestete Personen, da sich auch Geimpfte und Genesene infizieren und das Virus übertragen können. Verschiedene Krankenhäuser wendeten die 1G-Regel seit Sommer 2021 aufgrund ihres Hausrechts an. Seit dem 24. November 2021 gilt eine bundesgesetzliche 1G-Regelung für Besucher von Krankenhäusern sowie Einrichtungen zur Betreuung und Unterbringung älterer, behinderter oder pflegebedürftiger Menschen (§ 28b Abs. 2 IfSG). Diese Regelung gilt gegenwärtig noch fort (Stand: Januar 2023).
Die 3G- und 2G-Regeln und ihre Sonderformen liefen in Deutschland am 19. März 2022 aus, für Einreisen aus dem Ausland entfielen die Einschränkungen am 8. Juni 2022.

## Nachweispflicht
Impf-, Genesenen-, Testnachweise konnten in Papierform, etwa mit einem gelben Impfausweis oder durch digitale Zertifikate erbracht werden und waren bei Einlass von dem Veranstalter oder Betreiber zu kontrollieren. Wird der Nachweis nicht vorgelegt, so hatte der Veranstalter oder Betreiber der Person den Zutritt zu verweigern. Verstöße von Besuchern und Veranstaltern konnten als Ordnungswidrigkeit mit einem Bußgeld geahndet werden (§ 73 Abs. 1a Nr. 24 IfSG).

## Umsetzung in einzelnen Bundesländern
Die infektionsschutzgesetzlichen Vorgaben haben die einzelnen Bundesländer in unterschiedlichen Regelungssystemen umgesetzt. Dabei setzt die Geltung der 3G-Regelung als „niederschwellige Schutzmaßnahme“ nicht überall das Überschreiten einer bestimmten 7-Tage-Inzidenz bzw. das Erreichen einer Warn- oder Alarmstufe voraus.

In Baden-Württemberg lag die sog. Basisstufe vor, solange die Sieben-Tage-Hospitalisierungs-Inzidenz landesweit unter 8 liegt und die Auslastung der Intensivbetten (AIB) mit COVID-19-Patienten die absolute Zahl von 390 unterschreitet. In der Basisstufe gilt 3G für Theater-, Opern- und Konzertaufführungen, Filmvorführungen, Stadt- und Volksfesten, Stadtführungen und Informations-, Betriebs-, Vereins- sowie Sportveranstaltungen etc. Bei höherer Inzidenz oder Hospitalisierung tritt die Warnstufe ein; Nicht-Immunisierte müssen einen PCR-Testnachweis vorlegen (3G plus). Bei noch höherer Krankheitslast (Alarmstufe) ist der Zutritt nicht-immunisierten Besuchern nicht gestattet (2G). 

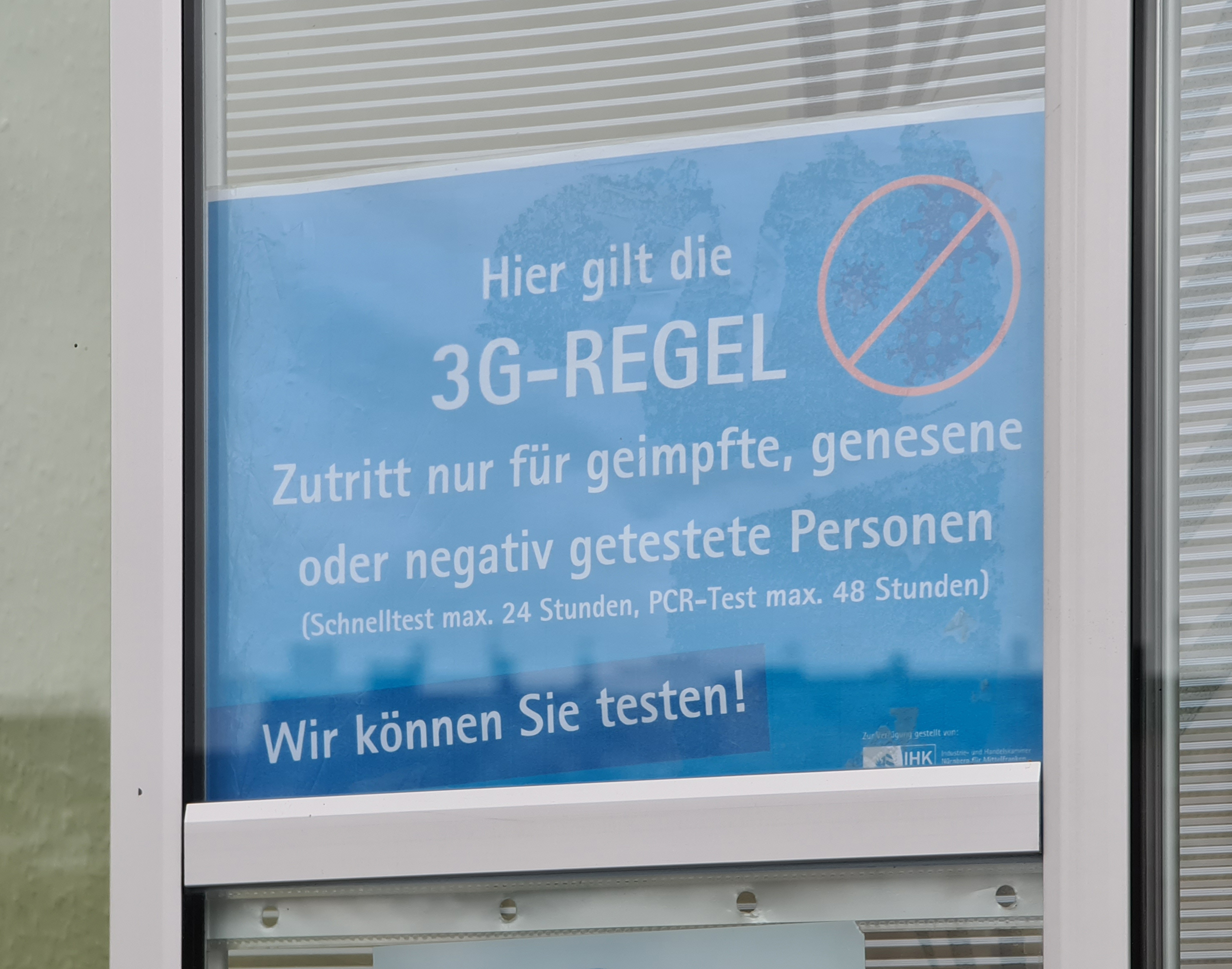
Hinweistext zu der geltenden 3G-Regel in Bayern

In Bayern galt 3G, sobald im Kreis mehr als 35 Neuinfektionen je 100 000 Einwohner innerhalb von sieben Tagen gemeldet wurden. Für den Zugang zu Messen, Volksfesten, Clubs, Diskotheken, Bordellbetrieben sowie vergleichbaren Freizeiteinrichtungen und zu Veranstaltungen mit mehr als 1 000 Personen galt 3G ohne Rücksicht auf die 7-Tage-Inzidenz.
In Niedersachsen galt Warnstufe 1 bzw. 3G, wenn in einem Kreisgebiet die Hospitalisierung und mindestens ein weiterer Indikator einen bestimmten Wertebereich erreicht. Für die 7-Tage-Inzidenz gilt dabei ein Wert von 35 bis höchstens 100.
In Sachsen galt seit dem 8. November 2021 landesweit das 2G-Modell, solange aufgrund der Bettenauslastung der Krankenhäuser die „Vorwarnstufe“ (bzw. „Überlastungsstufe“) greift. Ausgenommen waren Kinder und Jugendliche sowie Menschen, die sich aus medizinischen Gründen nicht impfen lassen können. In jedem Landkreis wurden mindestens drei Kontrollteams mit Vertretern von Polizei, Ordnungsamt und Gesundheitsamt eingesetzt, um die Impfquote der Pflege- und Altenheime zu überwachen.

## Verfassungsrechtliche Zulässigkeit
Im Gegensatz zur 3G-Regel schließt die 2G-Regel Ungeimpfte aus. An staatliche Maßnahmen, sind deshalb hohe Anforderungen zu stellen, vor allem bei Personen, für die keine Impfempfehlung vorliegt oder die aus gesundheitlichen Gründen nicht geimpft werden können. Im Privatrechtsverkehr gibt es mit Blick auf die Privatautonomie und das Hausrecht keine Bedenken.
Der Handelsverband Deutschland hielt eine flächendeckende Einführung von 2G für Geschäfte abseits des Grundbedarfs wegen Verstößen gegen die Berufsfreiheit, des Rechts am eingerichteten und ausgeübten Gewerbebetrieb und des allgemeinen Gleichheitsgrundrechts für verfassungswidrig. Die frühere Justizministerin Christine Lambrecht, bezweifelte, ob man „eine derart schwerwiegende Beschränkung der Vertragsfreiheit mit dem Infektionsschutz rechtfertigen“ könnte. Im Gegensatz dazu meint die Antidiskriminierungsstelle des Bundes, dass weder im Grundgesetz noch im Allgemeinen Gleichbehandlungsgesetz der Impfstatus ausdrücklich erwähnt werde und die Ungleichbehandlung Nichtgeimpfter im Rahmen von 2G-Regelungen deshalb nicht unter das Diskriminierungsverbot falle.
Der Bayerische Verfassungsgerichtshof und der Bayerische Verwaltungsgerichtshof lehnten im Dezember 2021 die Normenkontrollanträge von Privatpersonen gegen Zugangs- und Kontaktbeschränkungen für Ungeimpfte und Nichtgenesene in der 15. BayIfSMV ab. Im Januar 2022 hat der Verwaltungsgerichtshof die grundsätzliche Beschränkung des Zugangs zu Einzelhandelsgeschäften auf Geimpfte und Genesene (2G), die nicht der „Deckung des täglichen Bedarfs“ dienen, in der 15. BayIfSMV außer Vollzug gesetzt. Das Niedersächsische Oberverwaltungsgericht hat mit Beschluss vom 10. Dezember 2021 die 2G-Plus-Regel bei körpernahen Dienstleistungen außer Vollzug. Der damit verbundene vollständige Ausschluss Ungeimpfter von körpernahen Dienstleistungen wie Friseurbesuch oder Fußpflege sei unter Berücksichtigung des aktuellen Infektionsgeschehens im Land Niedersachsen keine notwendige Schutzmaßnahme und unangemessen. Mit Beschluss vom 16. Dezember 2021 hat derselbe Senat auch die 2G-Regel im Einzelhandel vorläufig außer Vollzug gesetzt. Die Regelung sei – auch im Hinblick auf die Omikron-Variante – keine notwendige Schutzmaßnahme, da verlässliche und nachvollziehbare Feststellungen zur tatsächlichen Infektionsrelevanz des Geschehens im Einzelhandel fehlten. Außerdem seien nachvollziehbare sachliche Gründe dafür, dass beispielsweise zwar Gartenmarktgüter, Güter des Blumenhandels einschließlich der „Güter des gärtnerischen Facheinzelhandels und Güter zur Reparatur und Instandhaltung von Elektronikgeräten“ zu den von der 2-G-Regelung ausgenommenen „Gütern des täglichen Bedarfs oder zur Grundversorgung der Bevölkerung“ gezählt würden, aber Baumärkte uneingeschränkt der 2-G-Regelung unterworfen blieben, nicht erkennbar.

## Österreich
Das österreichische COVID-19-Maßnahmengesetz ermächtigte den zuständigen Bundesminister zu Zugangsregelungen ähnlich den deutschen. In der 4. COVID-19-Maßnahmenverordnung vom 29. Jänner 2022 werden die „Nachweise über eine geringe epidemiologische Gefahr“ in § 2 Abs. 2 legaldefiniert.
Als Nachweise über eine geringe epidemiologische Gefahr im Sinne der Verordnung galten
1. der „1G-Nachweis“: Nachweis über die Impfung nicht älter als 270 Tage,
  1. als Zweitimpfung, wobei zwischen der Erst- und Zweitimpfung mindestens 14 Tage verstrichen sein müssen, oder
  2. mindestens 21 Tage nach einem positiven molekularbiologischer Infektionsnachweis oder dem Nachweis neutralisierender Antikörper im Blut, oder
  3. als Auffrischimpfung frühestens 90 Tage nach einer Impfung nach a) oder b)
2. der „2G-Nachweis“: Nachweis gemäß 1G oder ein Genesungsnachweis oder Absonderungsbescheid nicht älter als 180 Tage
3. der „2,5G-Nachweis“: Nachweis gemäß 1G oder 2G oder der Nachweis über einen negativen molekularbiologischen Test nicht älter als 72 Stunden
4. der „3G-Nachweis“: Nachweis gemäß 1G – 2.5G oder ein Nachweis über negativen Antigentest nicht älter als 24 Stunden

Nähere Bestimmungen über Zertifikate im Zusammenhang mit SARS-Cov-2 (Test-, Genesungs- und Impfzertifikate) enthält das Epidemiegesetz.
Aufgrund des COVID-19-MG hat das Bundesministerium für Soziales, Gesundheit, Pflege und Konsumentenschutz die Verordnung betreffend Basismaßnahmen, die zur Verhinderung der Verbreitung von COVID-19 ergriffen werden (COVID-19-Basismaßnahmenverordnung) erlassen, die in der aktuellen Fassung bis zum 15. Jänner 2023 galt. Nach §§ 5, 6 der Basismaßnahmenverordnung galt in manchen Bereichen (z. B. Alten- und Pflegeheimen sowie Krankenanstalten) für das Betreten die 3-G-Regel. Kinder bis zum vollendeten 12. Lebensjahr waren von der 3-G-Regel befreit. Regional konnten (zusätzliche) Maßnahmen über die bundesweiten Maßnahmen hinausgehend gesetzt werden.

## Schweiz
Das schweizerische Covid-19-Gesetz gibt dem Bundesrat in Art. 6a die Kompetenz, die Anforderungen an den Nachweis einer Covid-19-Impfung, einer Covid-19-Genesung oder eines Covid-19-Testergebnisses (sogenannte Covid-19-Zertifikate) festzulegen. Von dieser Ermächtigung hat der Bundesrat mit der Covid-19-Verordnung Zertifikate Gebrauch gemacht.
Nicht Gegenstand der Verordnung ist, unter welchen Umständen ein Covid-Zertifikat vorgewiesen werden musste. Die Verwendung der Zertifikate im Inland wurde mit der neuen Fassung der Verordnung vom 16. Februar 2022 über Maßnahmen in der besonderen Lage zur Bekämpfung der Covid-19-Epidemie (Covid-19-Verordnung besondere Lage) gänzlich aufgehoben, ebenso wie dessen Verwendung im internationalen Reiseverkehr gemäß der Verordnung vom 23. Juni 2021 über Maßnahmen zur Bekämpfung des Coronavirus (Covid-19) im Bereich des internationalen Personenverkehrs (Covid-19-Verordnung Maßnahmen im Bereich des internationalen Personenverkehrs).
Anhang 2 der Covid-19-Verordnung besondere Lage vom 23. Juni 2021 enthielt Vorgaben für die Ausnahmen von der Maskenpflicht für geimpfte und genesene Bewohner sozialmedizinischer Institutionen.
Als geimpfte Personen galten danach Personen, die mit einem Impfstoff geimpft wurden, der
1. über eine Zulassung in der Schweiz verfügt und gemäß den Empfehlungen des BAG vollständig verimpft wurde;
2. über eine Zulassung der Europäischen Arzneimittelagentur für die Europäische Union verfügt und gemäß den Vorgaben oder Empfehlungen des Staates, in dem die Impfung durchgeführt wurde, vollständig verimpft wurde;
3. gemäß dem „WHO Emergency use listing“ zugelassen ist[60] und gemäß den Vorgaben oder Empfehlungen des Staates, in dem die Impfung durchgeführt wurde, vollständig verimpft wurde;
4. nachweislich dieselbe Zusammensetzung wie ein Impfstoff aufweist, der nach 1–3 zugelassen ist, jedoch von einem Lizenznehmer unter anderem Namen in Verkehr gebracht wird, und der gemäß den Vorgaben oder Empfehlungen des Staates, in dem die Impfung durchgeführt wurde, vollständig verimpft wurde.

Die Dauer, während der geimpfte Bewohner sozialmedizinischer Institutionen von der Maskenpflicht ausgenommen waren, betrug 270 Tage ab vollständig erfolgter Impfung; beim Impfstoff Ad26.COV2.S betrug die Dauer 270 Tage ab dem 22. Tag nach erfolgter Impfung.
Während der folgenden Zeitdauern waren genesene Bewohner sozialmedizinischer Institutionen von der Maskenpflicht ausgenommen:
1. im Falle einer molekularbiologischen Analyse auf Sars-CoV-2, eines Sars-CoV-2-Schnelltests zur Fachanwendung oder einer laborbasierten immunologischen Analyse auf Sars-CoV-2-Antigene: vom Ende der Absonderung bis zum 270. Tag ab Bestätigung der Ansteckung;
2. im Falle einer Analyse auf Sars-CoV-2-Antikörper: während der Dauer der Gültigkeit des entsprechenden Zertifikats.

Ein Covid-19-Testzertifikat wird nach Art. 19 der Covid-19-Verordnung Zertifikate ausgestellt bei einem negativen Ergebnis:
1. einer molekularbiologischen Analyse auf Sars-CoV-2;
2. eines Sars-CoV-2-Schnelltests, außer er basiert auf einer Probeentnahme nur aus dem Nasenraum oder auf einer Speichelprobe;
3. einer laborbasierten immunologischen Analyse auf Sars-CoV-2-Antigene, sofern:
  1. die Analyse durch ein nach Artikel 16 des Epidemiengesetzes bewilligtes Laboratorium durchgeführt wurde,
  2. der Test in der EU für die Ausstellung eines digitalen COVID-Zertifikats der EU zugelassen ist
  3. die Probe von einer Einrichtung nach Anhang 6 Ziffer 1.4.3 Buchstabe a der Covid-19-Verordnung 3 (insbesondere Ärzte, Apotheker und Spitäler) entnommen wurde, und
  4. der Test weder auf einer Probenentnahme nur aus dem Nasenraum noch auf einer Speichelprobe basiert.